# Мар'янович Борис Станіславович
Бори́с Станісла́вович Мар'янович (25 лютого 1982 — 7 квітня 2015) — солдат Збройних сил України.

## Життєвий шлях
Закінчив Качківську ЗОШ; займався ремонтом машин.
У січні 2015-го добровольцем пішов до лав ЗСУ, бойовий вишкіл пройшов в 169-му навчальному центрі. Механік-водій БТР 2-го взводу 5-ї роти, 93-тя окрема механізована бригада.
Загинув 7 квітня 2015-го у селищі Піски Ясинуватського району — підірвався на міні під час виконання бойового завдання.
Похований на центральній алеї Ямпільського міського кладовища.
Без Бориса лишилися батьки, дружина, донька 5-класниця, сестра.

## Нагороди та вшанування
- Указом Президента України № 9/2016 від 16 січня 2016 року — орденом «За мужність» III ступеня (посмертно)[1]
- Почесний громадянин міста Ямпіль (посмертно)